# Cáy
Cáy là tên thông dụng tại miền Bắc Việt Nam dùng để chỉ nhiều loại cua sống ở các vùng ven ngập nước. Phần lớn để chỉ đến các loài trong chi Uca thuộc họ Cáy hay họ Còng cáy (Ocypodidae). Ví dụ cáy hay còng vô ca (Gelasimus vocans).
Tên gọi cáy cũng dùng cho một số loài trong họ Ba khía như cáy lông (Sesarma dehaani), cáy Trung Quốc (Sesarma sinensis hay Sesarmops sinensis), cáy (Perisesarma maipoense), cáy (Chiromantes dehaani), cáy (Chiromantes dehaani)...